# Червоне Озеро (станція)
Червоне Озеро — станція Знам'янської дирекції Одеської залізниці на електрифікованій лінії Помічна — Долинська. Розташований поблизу однойменного села Кропивницького району Кіровоградської області. Біля станції розташований Криворізький гірничо-збагачувальний комбінат окиснених руд.

## Історія
Відкрита у 1978 році як роз'їзд в складі новозбудованої лінії Помічна — Долинська.
У 1983 році лінію Помічна — Долинська електрифіковано змінним струмом (~25 кВ).
У 2023 році роз'їзд переведений у розряд станцій.

## Пасажирське сполучення
На станції зупиняються приміські поїзди сполученням Знам'янка — Помічна та Долинська — Помічна.